# Барклейс
„Барклейс банк“ или „Барклис банк“ (на английски: Barclays Bank) е 4-та по големина банка във Великобритания.
Корените на банката могат да бъдат проследени до 1690 г. в Лондон, а името Барклей се появява през 1736 г. Днес банката е световен доставчик на финансови услуги със седалище в Лондон.

## Спонсорство
Банката е основен спонсор на Английската висша лига от 2001 г. 

## Противоречия

### Скандал с фиксиране на курсове
През юни 2012 г., в резултат на международно разследване, Barclays Bank е глобена с общо £290 милиона (US$450 милиона) за манипулиране на ежедневните настройки на Лондонския междубанков лихвен процент (Libor) и Евро междубанковия лихвен процент (Euribor). Министерството на правосъдието на Съединените щати и Barclays официално се споразумяват, че „манипулирането на подаванията е повлияло на фиксираните ставки в някои случаи“. Това се случва между 2005 и 2009 г., толкова често, колкото всеки ден.